# Arachidonoilglicerolo
L'arachidonoilglicerolo (2-arachidonoilglicerolo,2-AG) è un mediatore lipidico della classe degli endocannabinoidi.